# Rattus leucopus
Rattus leucopus és una espècie de mamífer rosegador de la família dels múrids que viu a Austràlia, Indonèsia i Papua Nova Guinea. Habita els boscos humits tropicals i els boscos de galeria, tot i que també se n'han trobat exemplars a jardins rurals i boscos secundaris o en procés de regeneració.